# Parafia Świętej Trójcy w Błoniu
Parafia pw. Świętej Trójcy w Błoniu – rzymskokatolicka parafia należąca do dekanatu błońskiego, archidiecezji warszawskiej, metropolii warszawskiej Kościoła katolickiego, w Błoniu. Obsługiwana przez księży diecezjalnych.

## Historia
Parafia została erygowana w XIII wieku. Od 1288 do 1831 rezydowali przy niej kanonicy regularni laterańscy. Od tego roku parafię obsługują księża diecezjalni. 

### Kościół parafialny
Obecny kościół parafialny wczesnogotycki pochodzi z 1257, wielokrotnie przebudowywany.

## Proboszczowie
Proboszczem parafii jest od 2007 roku ksiądz kanonik Tadeusz Gałecki. Wikariuszami są księża: Jarosław Nowakowski (w parafii od 2015 roku), Marcin Żugaj (od 2019 roku), Arkadiusz Śledzik  (w parafii od 2019 roku).
- ks. Michał Paduchowicz, 1418[2]
- ks. Piotr, 1445–1456
- ks. Maciej, 1456–1474
- ks. Jakub Ostrowski, 1508–1530
- ks. Mikołaj Grochowski, 1531–1560
- ks. Stanisław Konopiński, 1560 – 20.05.1569
- ks. Andrzej Sułowski, 1603–1604
- ks. Andrzej Auliński, 1604–1616
- ks. Stanisław Rzepecki, 1616 – ok. 1623
- ks. Adam Arciszewski, ok. 1623 – 1661
- ks. Stefan Piątkowski, 1661–1670
- ks. Krzysztof Strubina, od 1670
- ks. Aleksander Chotkowski
- ks. Stanisław Długołęcki, 1819–1821
- ks. Bronisław Sułkowski, 1821–1826
- ks. Jan Gozdawa Godlewski, 1827–1831
- ks. Franciszek Milewski, 1864
- ks. Franciszek Nasterski, 1877
- ks. Antoni Rogowski, 1896
- ks. Józef Kajrukszto, do 1914
- ks. Zacheusz Kasiński, 1914 – 27.03.1929
- ks. Bolesław Ziemnicki, 1929 – 1936
- ks. Stefan Antosiewicz, 1936 – 07.05.1968 r.
- ks. Andrzej Marczak, 1968 – 20.05.1978 r., w parafii jako wikariusz adiutor od 01.06.1967 r.
- ks. Zdzisław Kniołek, 31.05.1978 – 23.06.1992
- ks. Jan Stanisław Wolski, 1992–2007
- ks. Tadeusz Gałecki, 2007 – obecnie